# نوردمارکا

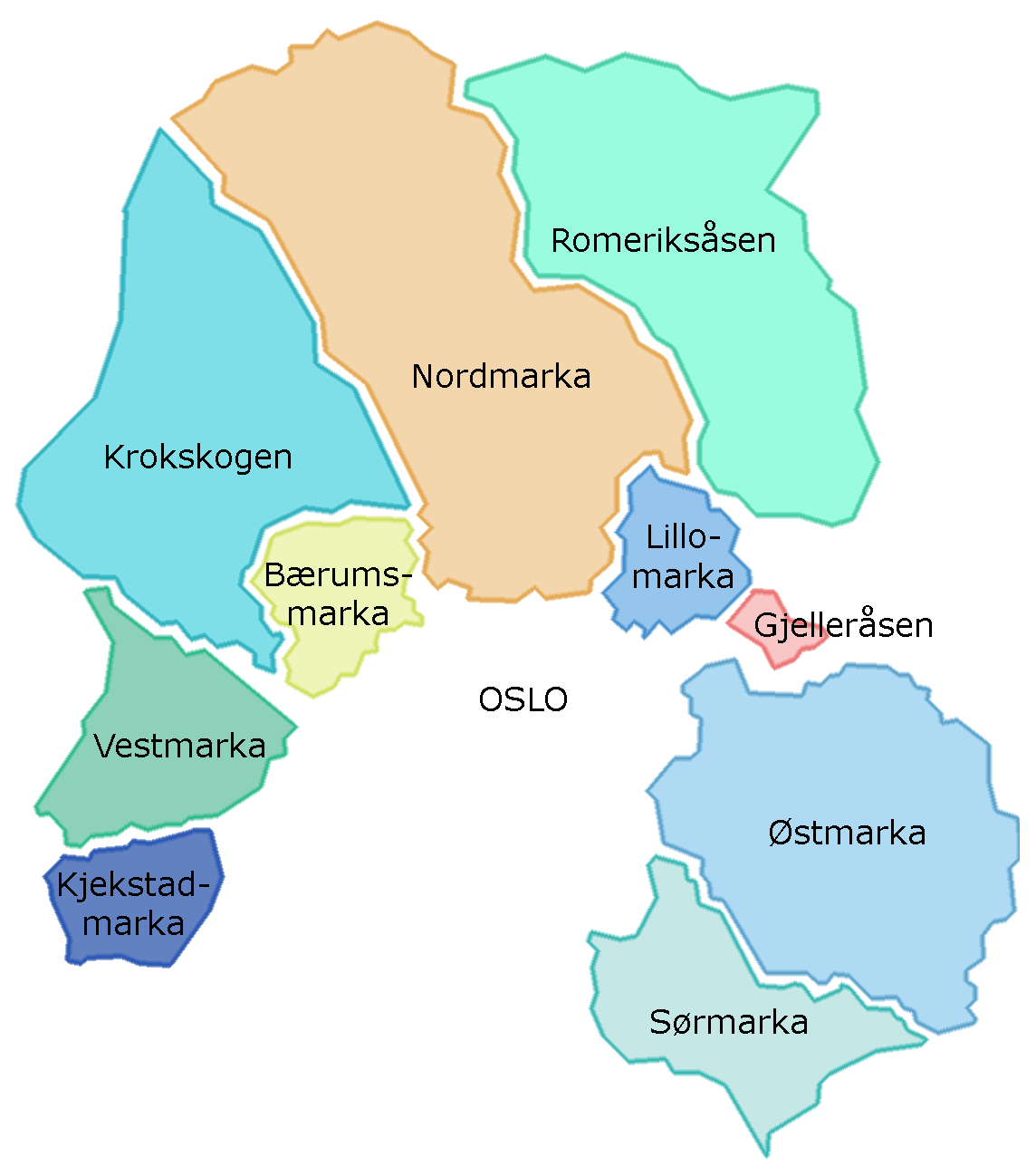
Nordmarka is the largest and most central part of Oslomarka

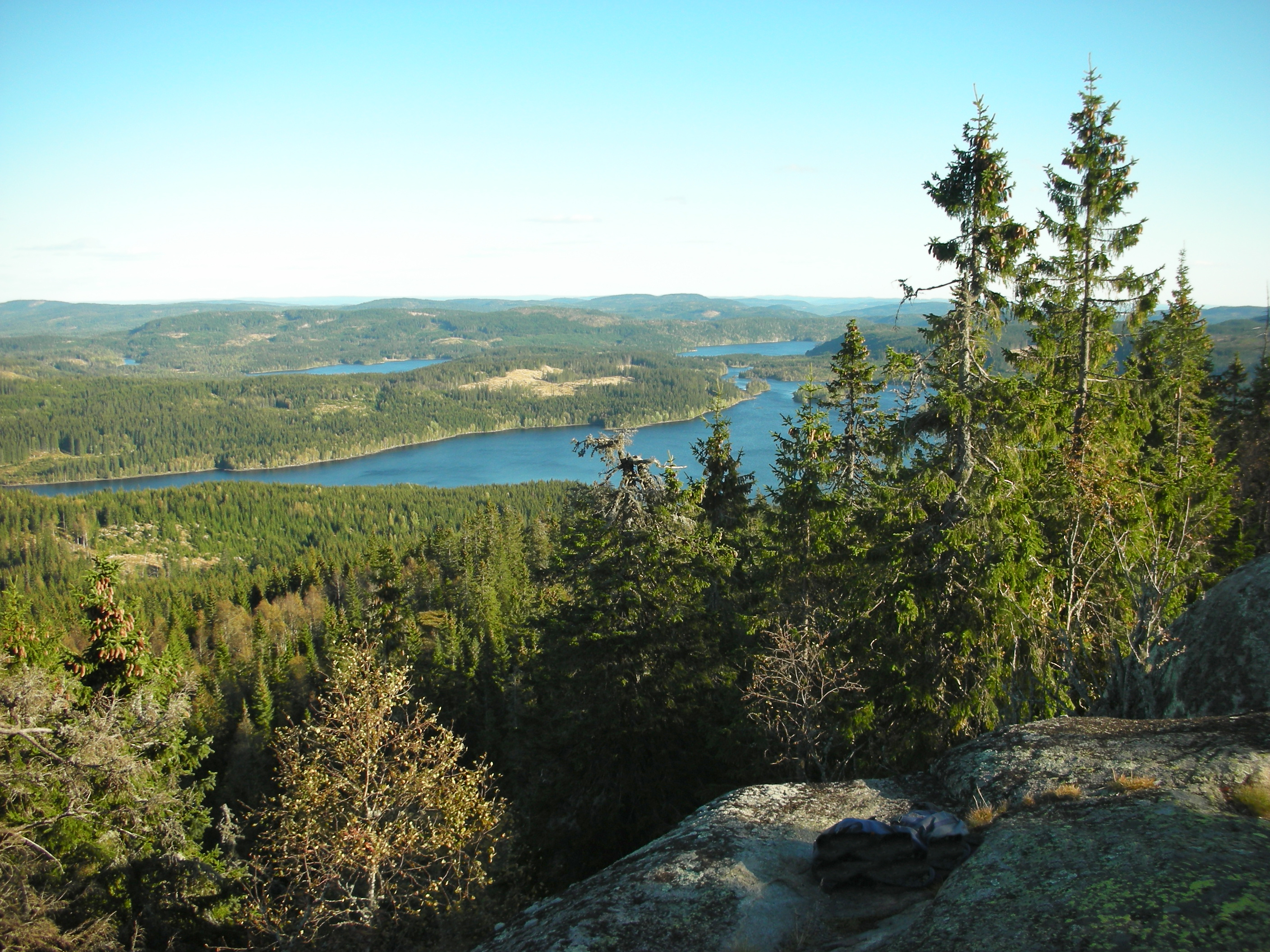
Sandungen

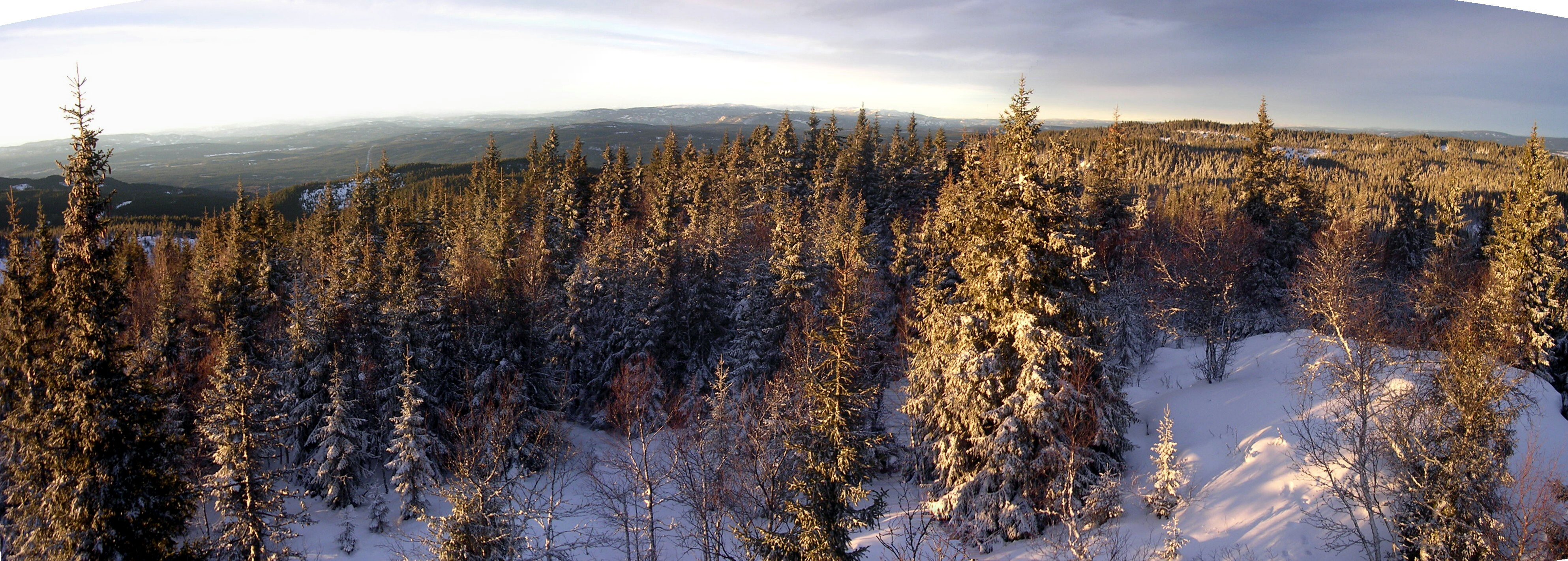
Svarttjernshøgda

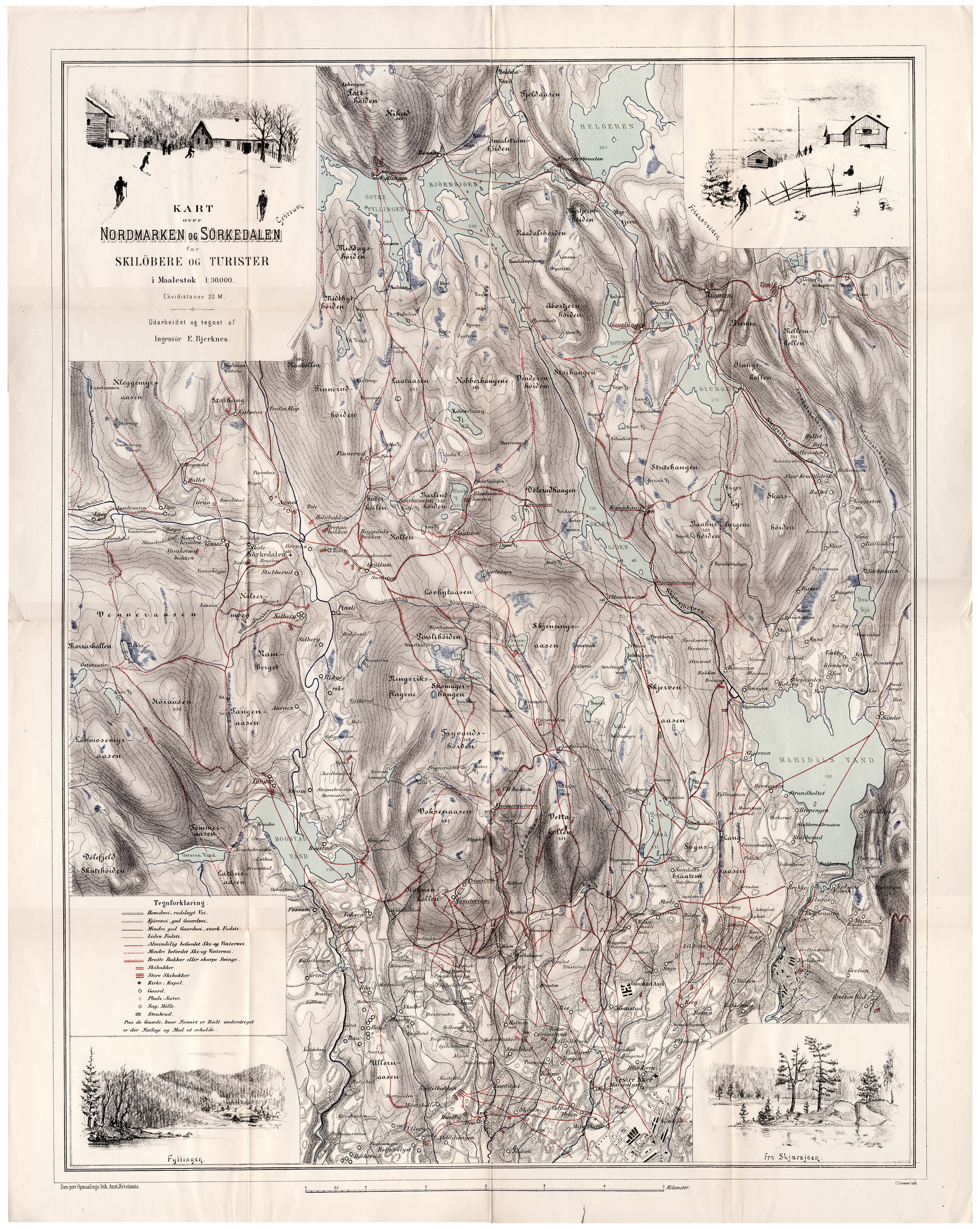
Historical Map of Nordmarka, showing ski trails, published in 1890

نوردمارکا یا جنگل نوردمارکا منطقه‌ای عمدتاً جنگلی است که بخش شمالی اسلو در نروژ را تشکیل می‌دهد. نوردمارکا بزرگ‌ترین و مرکزی‌ترین بخش مارکا است. منطقه‌ای به نام نوردمارکا همچنین به شهرداری‌های هول، رینگریک، لونر، جوناکر و نیتدال گسترش می‌یابد. این بزرگ‌ترین بخش از ناحیه مارکا است.
جنگل‌ها مکان‌های محبوبی برای پیاده‌روی، دوچرخه‌سواری و اسکی هستند. ورزش زمستانی بیشتر از دسامبر تا مارس، در زمستان‌های سرد نیز تا آوریل یا اوایل اردیبهشت در برخی مناطق امکان‌پذیر است. بیشتر جنگل‌ها حفاظت شده‌است و امکان اخذ مجوز ساخت کابین در این منطقه وجود ندارد. با این حال، کابین‌های زیادی در نوردمارکا وجود دارد که کافه‌ها و اقامتگاه‌های شبانه دارند. چندین دریاچه در نوردمارکا وجود دارد که به عنوان منبعی برای آب آشامیدنی مورد استفاده قرار می‌گیرد، بزرگ‌ترین آنها Maridalsvannet است. Svarttjernshøgda در Jevnaker بلندترین نقطه در نوردمارکا، در ارتفاع ۷۱۷ متر است.